# Sociologie internetu
Sociologie internetu je věda, využívající sociologické teorie a metody ke zkoumání fenoménu internetu. Zabývá se sociálními sítěmi, virtuálními komunitami, virtuálními světy, počítačovou kriminalitou, sociálními důsledky této technologie atd.

## Úvod
Možnosti internetu se čím dál více rozšiřují a s tím se rozšiřují i možnosti poměrně mladého vědního oboru sociologie internetu. Díky němu spolu mohou komunikovat lidé, kteří jsou vzdáleni třeba i několik tisíc kilometrů od sebe. Vytváří tzv. virtuální komunity, ve kterých se pomocí moderních informačních přístrojů setkávají lidé s podobnými zájmy. V různých internetových diskuzích, ve fórech či pomocí vlastních blogů tak mohou dát světu vědět o svých názorech. Cílem sociologie internetu je tak analyzovat vztahy uvnitř internetových komunit, zjistit, jak ovlivňují nová média život v reálných společnostech.

## Vznik oboru
V roce 1958 byla v USA založena agentura ARPA (Advanced Research Projects Agency), která v roce 1969 vybudovala síť nazvanou ARPANET. V roce 1990 představil Tim Berners-Lee pracující ve švýcarském CERNu první internetový prohlížeč – WorldWideWeb. Ten byl později přejmenován na Nexus, aby nedošlo k záměnám se stejnojmenným protokolem. Ve stejném roce se objevila i první webová stránka. Postupem času přestává být internet jen nástrojem pro výzkum. Může každému sloužit k zábavě, komunikaci a k zisku informací. Objevují se tak velké servery. V roce 1998 zakládají Larry Page a Sergey Brin společnost Google, v roce 2001 vzniká Wikipedie, v roce 2004 je spuštěn Facebook.

## Pojmy

### Digitální propast
Digitální propast (Digital Divide) je termín pro rozdělení lidí na ty, kteří mají přístup k internetu a jiným moderním informačním technologiím a na ty, kteří takový přístup nemají. Definic však existuje mnohem více, než jen prosté na ty s přístupem a ty bez přístupu. Jsou tady i ty, které počítají s více faktory. Stejným výrazem pak označujeme rozdíly ve schopnostech a znalostech lidí tyto technologie užívat. Rozdíly tak mohou mezi občany vyspělých průmyslových států a mezi občany rozvojových zemí, kde je například možnost přístupu k internetu minimální. V méně globálním měřítku pak nastávají rozdíly mezi více a méně vzdělanými lidmi, mezi lépe a hůře finančně zajištěnými atd.
Internet pak může působit jako nástroj pro vytváření sociální nerovnosti. Lidé, kteří tyto služby využívají, těží z jeho pozitiv. Mohou ho využívat k nakupování, komunikaci, čtení zpráv nebo třeba k platbě v bance. Ti, kteří nemají internet nebo v něm mají velmi omezené znalosti, tak přicházejí o řadu možností, což vede k sociální nerovnosti. Navíc v době, kdy je vlastnění emailu samozřejmostí, se přesouvá spoustu služeb na internet. Tito lidé jsou pak zcela vyloučeni ze společnosti.

### Virtuální komunity
Termín virtuální komunita poprvé použil Howard Rheingold ve stejnojmenné knize v roce 1994. Virtuální komunita (nebo také online komunita) je skupina osob, které se setkávají a komunikují pomocí moderních technologií a nejsou ve fyzickém kontaktu. Nejčastějším prostředkem pro tyto setkání bývají diskuzní fóra, blogy, sociální sítě, emaily, chaty nebo dříve třeba noviny (Usenet zvaný net news). Všechny členy ve skupině vždy spojuje společný zájem – ať už se jedná o velké, globální servery jako je například YouTube nebo Twitter, nebo o malé skupiny okolo amatérského fotografování či počítačových her. Jednotlivé komunity mají různá pravidla, většinou ale nebývají přílišně regulována a omezována. V zásadě tak platí, že uživatelé musí dodržovat společný jazyk a zásady slušného chování.